# زیدان (درمیان)
زیدان روستایی در دهستان درمیان بخش مرکزی شهرستان درمیان استان خراسان جنوبی ایران است. بر پایه سرشماری عمومی نفوس و مسکن در سال ۱۳۹۰ جمعیت این روستا ۲۹۱ نفر (در ۸۴ خانوار) بوده است.